# 키어 스타머
키어 로드니 스타머 경 KCB KC MP(영어: Sir Keir Rodney Starmer KCB KC MP, 영어 발음: /ˈkɪər ˈstɑːmə/ ( 듣기), 1962년 9월 2일~)은 영국의 정치인이다. 2015년 홀번 세인트판크라스 지역구의 노동당 소속 국회의원으로, 2020년 노동당 전당대회에 출마하여 당 대표로 당선되었으며, 2024년 영국 총선에서 노동당이 412석을 차지하며 제80대 영국 총리가 되었다.
1962년 런던에서 태어나 서리주에서 어린 시절을 보냈으며 레이게이트 그래머스쿨 (후일 사립학교로 전환)을 다녔다. 1985년 리즈 대학교 법학 학사학위를, 1986년 옥스퍼드대 세인트 에드먼드홀에서 민법 석사학위를 취득하였다. 변호사 자격취득 후 인권변호사로 일했으며 2002년 왕실 고문 (QC)로 임명되었다. 2008년 기소국장 및 왕실 검찰청장으로 임명되어 2013년까지 재직하였고, 그 공로로 2014년 신년 서훈 때 바스 훈장을 수여 받았다.
2015년 총선에서 영국 노동당 지역구 후보로 나서 하원에 처음 입성하였으며, 2015년 9월 출범한 제러미 코빈 대표 체제하의 예비내각에서 이민부 예비장관에 임명되었다. 2016년 코빈 대표의 당내 갈등과 맞물려 예비장관직을 사퇴하였으나 그해 중순 유럽연합 탈퇴 국민투표 (브렉시트)의 여파로 유럽연합 탈퇴 관련 예비장관으로 다시 임명되었다. 키어 스타머는 유럽연합 잔류를 표명하면서, 노동당 내부에서도 2차 국민투표를 실시하자는 주장에 앞장섰다. 이러한 브렉시트 철회 정책은 2019년 노동당 선거공약에 반영되기에 이르렀으나, 2019년 영국 총선에서 브렉시트를 확실히 완수하자는 보수당에게 기록적인 의석수를 내주며 패배하였다.
이후 제러미 코빈 대표가 총선 패배의 책임을 지고 사퇴하면서 치러진 2020년 영국 노동당 대표 선거에 후보로 출마해, 56.2%의 득표를 얻어 제19대 대표로 당선되었다. 당대표 선거에서 내세웠던 좌파 정책을 폐기하고 중도주의 정책을 내세우는 한편, 코로나19 범유행에 대한 보수당 정권의 대응과 파티게이트 논란, 2022년 9월 감세 논란과 물가 폭등 사태에 제1야당으로서 비판적인 입장을 취해 나갔다. 2023년에 이르러 노동당 내 반유대주의 기류 척결의 중요성을 설파하는 동시에, 추후 노동당 집권시 5대 과제로 경제성장, 보건의료, 청정에너지, 범죄, 교육을 설정하였다. 키어 스타머 대표 취임 이래 2021년부터 노동당은 여론조사상에서 보수당을 큰 격차로 누르고 우위를 달렸으며, 2024년 영국 총선에서 노동당의 역대급 압승과 함께 영국 총리직에 올랐다.

## 젊은 시절
1962년 9월 2일 런던 서더크에서 태어났다. 본명은 '키어 로드니 스타머'였으며 잉글랜드 서리주에 있는 마을인 옥스테드에서 유년 시절을 보냈다. 간호사였던 조지핀 베이커 스타머와, 공구제작자였던 로드니 스타머 사이 4자녀 중 2남으로 태어났다. 모친은 성인형 스틸병을 앓고 있었다.  부모님은 노동당의 열렬한 지지자로, 아들의 이름 역시 노동당 초대 당수였던 키어 하디에서 따온 것으로 알려져 있는데, 스타머는 2015년 인터뷰에서 사실인지는 잘 모른다고 밝혔다. 중학교 입학시험인 일레븐 플러스를 통과해 레이게이트 그래머스쿨에 입학했으며, 그가 학생이던 1976년에 학교가 사립학교로 전환되었지만 사립학교 재단으로부터 받은 장학금을 통해 학자금을 면제받을 수 있었다.
청소년 시기 스타머는 16세에 노동당 청소년 조직의 일원으로 왕성하게 활동했다.  18세까지 길드홀 음악 연극 학교에서 장학생으로 피아노, 플루트, 리코더, 바이올린을 연주했다. 이후 가족 중에는 처음으로 리즈 대학교에 들어가 법학을 전공했으며, 대학 내 노동당 클럽의 일원으로 활동했다. 1985년 우등으로 법학 학사를 취득했다. 이후 1986년 옥스포드 대학교 대학원에서 민법 석사 학위를 취득했다.  1986년부터 1987년까지, 스타머는 국제혁명적마르크스주의 조류 (영어: International Revolutionary Marxist Tendency)의 영국 지부인 급진 트로츠키주의 성향 단체 사회주의 대안(영어: Socialist Alternatives)이 발간하는 동명의 월간지의 편집장을 맡았다.

## 법조계 활동

### 변호사 시절
1987년 런던의 법조학원 미들 템플에서 변호사 자격을 취득하였으며 2009년 변호사협회 이사직에 올랐다. 변호사가 된 이후 1990년까지 정치시민단체 '리버티' (Liberty)에서 법률자문담당관으로 일했다. 1990년부터는 법무법인 '도티 스트리트 챔버스' (Doughty Street Chambers)에서 근무하기 시작하였으며 주로 인권 문제에 관한 사건을 다뤘다.
이 시기 키어 스타머는 카리브해 국가에서 변호사자격을 취득하여 사형선고를 받은 피고인의 변호에 나섰으며, 우간다에서도 피고 400명의 변호를 맡아 사형선고를 뒤집기도 했다. 1999년에는 검문소 불응 차량에 총격으로 대응하여 살인죄로 기소된 군인 리 클레그 (Lee Clegg)의 항소심에서 피고측 보조변호사를 맡았다. 또한 환경단체의 맥도날드 비판 전단지 사건과 관련하여 명예훼손죄로 기소된 맥리벨  사건 (McLibel case)에서도 잉글랜드 법원 1·2심과 유럽 법원에서 피고 측 변호인으로 나섰다. 2002년 4월 9일 왕실 고문으로 임명되었으며, 같은해 도티 스트리트 챔버스의 공동대표가 되었다.
이후 북아일랜드 치안위원회와 영국 경찰청장협회 인권자문위원으로 활동하였으며 2002년~2008년 영국 외무·영연방·개발부의 사형 문제 관련 자문위원으로 활동하였다. 북아일랜드 치안위원회 활동 시절 1998년 벨파스트 협정 체결 이래 지역사회의 갈등 봉합에 중대한 역할을 하였으며, 이 시기 치안 문제를 다루면서 정계 진출을 결심하는 데 큰 역할을 했다고 스타머 본인은 평가하고 있다. "소송 전략이 성과를 거둘 때보다 경찰조직에 변화를 불어넣어야 한다는 생각이 더 빨리 결실을 이뤘다. 주민들 곁에 함께하면서 신뢰를 얻으면서 어떻게 변화를 일으킬 수 있는지를 잘 알게 되었다." 2003년 토니 블레어 정권 시절에는 이라크 전쟁에 반대하는 법적견해를 밝혔는데 훗날 인터뷰에서 "전쟁을 명시적으로 승인하는 유엔 결의안이 없었으므로 국제법상 불법"이라 보았기 때문이라고 회고했다.

### 검찰총장 시절

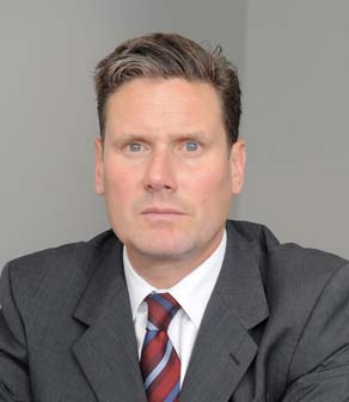
2012년 영국 검찰총장 시절의 키어 스타머

2008년 패트리샤 스코틀랜드 잉글랜드·웨일스 법무장관은 키어 스타머를 신임 검찰총장 및 기소국장으로 임명한다고 밝혔다. 전임 검찰총장인 켄 맥도널드는 키어 스타머의 임명을 환영하였으며 2008년 11월 1일 취임식을 거행했다. 키어 스타머는 법무체계 내에서도 인권 문제에 초점을 맞춘 인물로서 높이 평가받았다. 2011년에는 최초로 '종이 없는 변론절차' (first test paperless hearing)를 도입하는 등의 내부개혁을 시도했다. 검찰총장 재임 시절 스티븐 로렌스 살인 사건을 비롯한 영국 내 주요 범죄사건의 처리를 담당하였다.
2010년 2월 영국 의회 예산 스캔들과 관련하여 노동당 의원 3명, 보수당 귀족위원 1명을 기소한다고 발표하였으며 이들은 모두 유죄판결을 받았다. 2011년 잉글랜드 폭동 당시 키어 스타머는 피의자들에게 무거운 형량보다는 신속한 기소를 우선시하는 접근법을 택하였는데 본인 스스로 상황을 진정시키는 데 일조하기 위해서였다고 평가했다. 2012년 2월에는 현 보수당 정부의 캐머런-클레그 연립내각에 참여한 크리스 헌 의원이 캐머런-클레그 내각에 참여한 사법집행 방해 혐의로 기소한다고 발표하면서 "충분한 증거가 있는 만큼 정치인의 기소를 주저하지 않겠다"는 소신을 보였다.
2013년 유명 방송인 지미 새빌의 성폭력 스캔들 사건과 이를 수사하기 위한 유트리 작전이 영국 사회를 뒤흔든 것을 계기로 성폭력 사건 수사방식을 개혁할 것을 천명, 과거 성폭력 수사 관련 민원을 검토하는 담당팀을 신설한다고 밝혔다. 2014년 4월에는 지미 새빌 사건의 피해자를 배려해주는 형사적 사법제도를 마련할 것을 촉구했다. 한편 2022년 키어 스타머가 야당대표로 나설 당시 보리스 존슨 총리가 지미 새빌이 사망하기 전에 기소하지 않았다는 공세를 펼치기도 하였으나, 기소하지 않기로 결론내렸다는 별도의 증거는 밝혀지지 않았으며, 결국 총리 본인도 검찰 측이 수사하지 않은 것은 키어 스타머 당시 총장과는 관련이 없음을 인정하였다.
2013년 11월 검찰총장직에서 물러났으며 후임으로 앨리슨 손더스가 임명되었다. 한편으로 2011년부터 2014년까지 영국 내 여러 대학에서 명예학위를 수여받았으며 2014년 신년 서훈식에서 법조계와 범죄수사에 헌신한 공로를 인정받아 바스 기사훈장 (KCB)를 수여받았다.

## 정계 활동

### 국회의원 당선

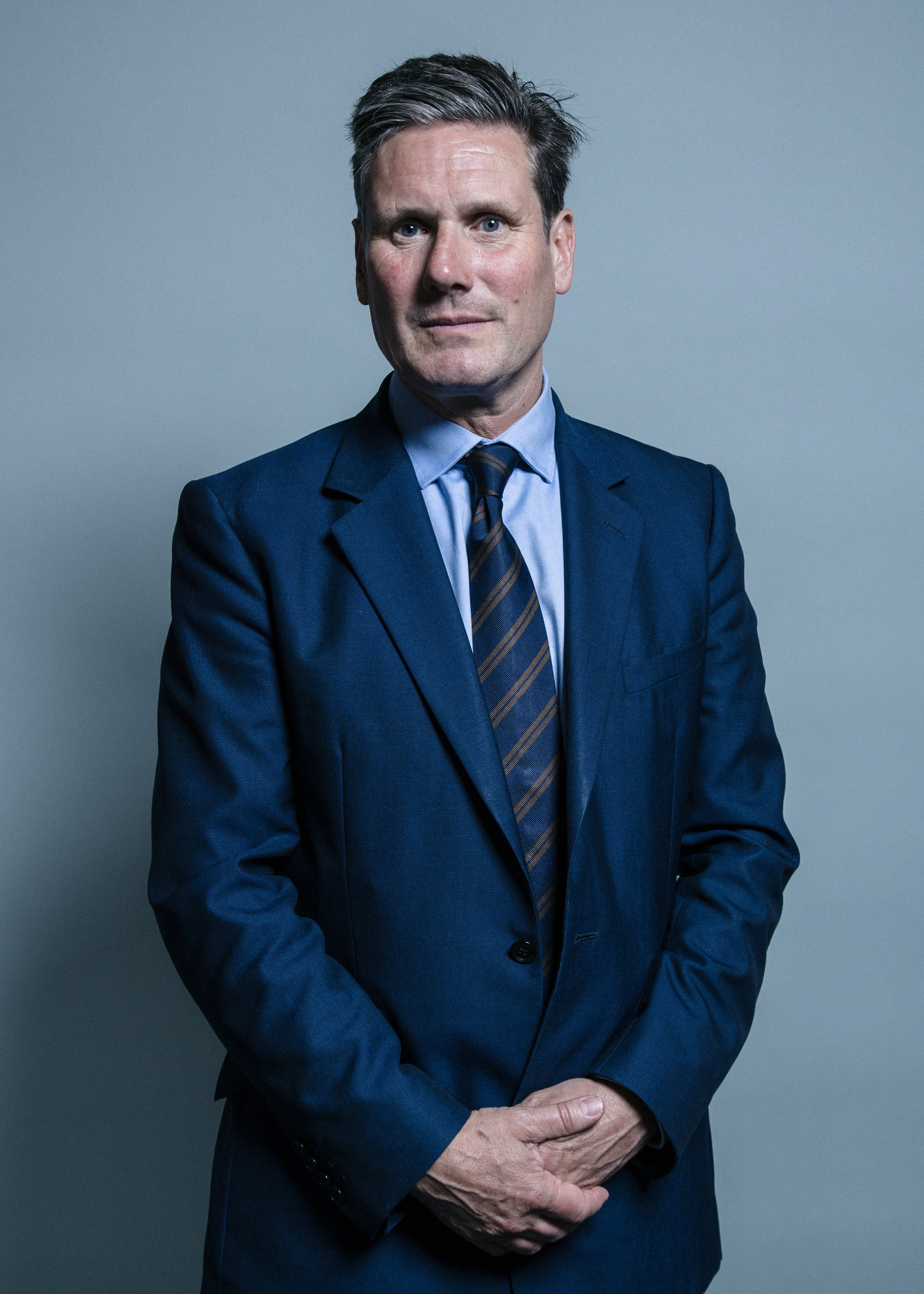
2017년 공식 초상화

2014년 12월 노동당의 텃밭 지역구인 홀번 세인트판크라스의 전략후보로 영입되었다. 이는 해당 지역구 의원인 프랭크 도브슨이 은퇴한 데 따른 결정이었다. 이듬해 2015년 영국 총선에서 키어 스타머는 2위 후보와의 득표수 격차가 17,048표를 기록하며 여유롭게 승리하였다. 2017년 영국 총선에서는 표차를 3만표 대로 늘리며 재선에 성공하였으며, 2019년 영국 총선에서는 2만 7천표 대로 다소 떨어졌음에도 3선에 올랐다. 이후 2024년 6월 치러진 영국 총선에서도 자당 후보로 나서 4선의원에 등극했다.
초선의원이자 백벤처 (평의원)으로 활동할 당시, 원내 의원단체로는 '노동당 이스라엘의 친구 모임'과 '노동당 팔레스타인·중동의 친구 모임'에 소속되어 중동 현안 관련 활동에 나섰다. 2015년 영국 총선에서 데이비드 캐머런 총리가 이끄는 보수당이 승리하며 단독 여당으로 거듭난 반면, 선거 패배의 책임을 지고 에드 밀리밴드 영국 노동당 대표가 사퇴하게 되면서 2015년 영국 노동당 대표 선거에 후보로 출마해 달라는 요청을 받았으나, 다른 후보에 비해 본인의 정치경험이 부족하다는 이유로 출마를 거절했다. 이어진 당대표 선거에서 키어 스타머는 앤디 버럼을 지지하였으나 2위에 그쳤고 제러미 코빈이 신임 당대표로 선출되었다.

### 노동당 예비내각

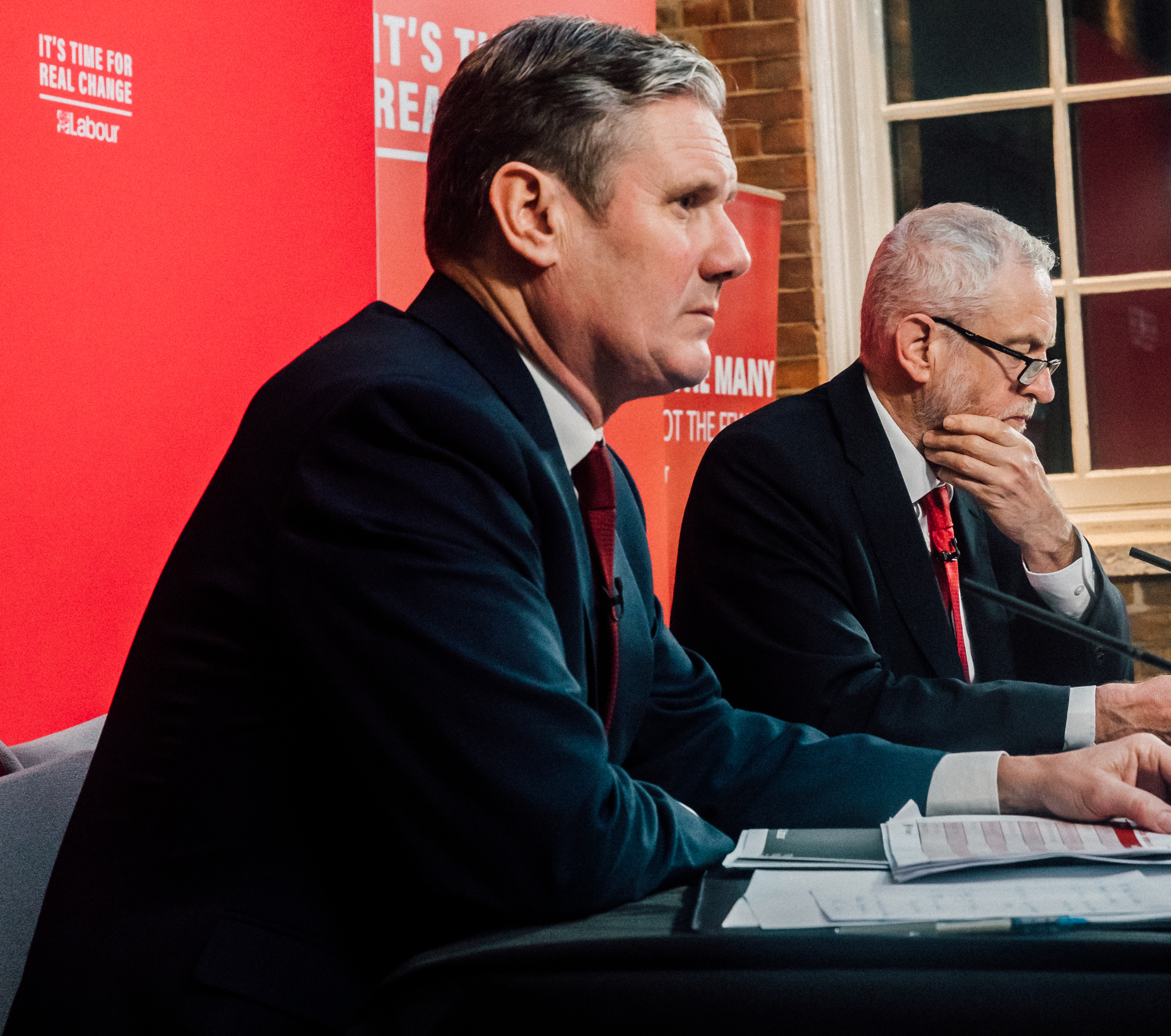
2019년 12월 제러미 코빈 당대표와 브렉시트 관련 당 정책을 논의하는 키어 스타머 브렉시트 예비장관

2016년 제러미 코빈 예비내각 출범 당시 버럼파 의원의 내각참여 과정에서 이민부 예비장관으로 임명되었다. 그러나 2016년 6월 예비내각 장관들이 제러미 코빈 대표의 리더십에 의문을 표한 데 따른 줄사퇴 표명에 뜻을 함께하면서 예비장관직에서 물러났다. 키어 스타머는 사퇴 성명서에서 "당대표의 변화 없이는 선명한 야당을 제시하기란 현재로서는 불가능하다"는 뜻을 밝혔다. 동시기 치러진 2016년 브렉시트 국민투표에서 유럽연합 잔류를 지지하는 정치운동 모임인 유럽에서 더욱 강한 영국 (Britian Stronger in Europe)에 합류하였으나 투표 결과 브렉시트 찬성으로 드러나면서 실패로 돌아갔다.
이후 2016년 9월 당대표 선거에서는 제러미 코빈 대표가 오웬 스미스 후보를 누르고 재신임에 성공하였다. 제러미 코빈 대표는 유럽연합 탈퇴부 예비장관 에밀리 손베리의 후임으로 키어 스타머를 다시 임명하였다. 유럽연합탈퇴부 예비장관에 임명됨에 따라 당시 소속됐던 법무법인 '미시콘 드 레이어' (Mishcon de Reya)의 인권전문 컨설턴트직을 사퇴하였다. 예비장관 재직시절 키어 스타머는 보수당 정부의 브렉시트 목표에 의문을 제기하고 세부계획을 공개할 것을 촉구하는 행보에 나섰다. 이에 따라 2016년 12월 테리사 메이 총리가 브렉시트 일정 계획을 공개하였으며 일부 영국 언론에서는 키어 스타머의 승리라는 평가를 내렸다. 키어 스타머는 영국이 합의 없이 유럽연합을 탈퇴할 경우 정부에서 새로운 법안을 신속하게 통과시켜야 하며 그렇지 않으면 '지속 불가능한 법적공백'이라는 위험을 감수해야 한다고 주장했다. 2018년 9월 영국 노동당 전당대회에서는 "우리의 선택지에는 국민투표 운동이 포함되어야 한다. 잔류를 배제하는 사람은 아무도 없을 것"이라며 브렉시트 탈퇴 합의안에 대한 국민투표를 주장하였다.
2017년 1월 브렉시트 결과에 따라 유럽연합 노동자 이동 자유권을 개편하고, 영국의 "이민 정책을 처음부터 끝까지 근본적으로 재검토"할 것을 촉구했다. 예비내각 장관으로 임명된 이후 첫 인터뷰에서 스타머 예비장관은 영국이 유럽연합을 탈퇴한 뒤 이민자수를 줄이려면 "우리나라의 기술인력 확보"가 중요하다 (making sure we have the skills in this country)고 지적했다. 앞서 2016년 11월 키어 스타머는 폴리티코와의 인터뷰에서 유럽연합 단일시장에 남아있을 수 없는 현실을 감안할 때 이동의 자유권에 "약간의 변화"가 있어야 한다는 인식을 전제하고서 유럽연합과의 협상에 나서야 한다고 강조했다. 2017년 5월 스타머 예비장관은 "자유로운 이동 보장은 그만두어야 한다"면서도 영국경제에서 이민 노동자가 차지하는 비중을 고려하면 유럽연합 회원국 국민들이 일자리를 찾으러 영국으로 이주하는 것은 허용할 수 있다는 입장을 보였다. 같은 시기 스타머 예비장관은 2차 브렉시트 국민투표 실시에 찬성하는 입장을 내비쳤다.
2019년 영국 총선에서 노동당이 패배하자 제러미 코빈 대표는 다음 총선에서는 당을 이끌지 않을 것이라며 당대표직 사퇴를 선언했다. 이 시점에서 키어 스타머는 지도부가 선거운동에서 내세운 공약과 정책과는 거리를 두고 있었는데 훗날 인터뷰에서 선거에서 패할 것을 직감했기 때문이라고 밝혔다. 제러미 코빈 대표의 대표직 사퇴로 당대표 선거가 치러지게 되자 키어 스타머는 2020년 1월 4일 경선 출마를 선언했다.
2020년 1월 출마선언 직후 대표경선 후보자격에 필요한 당내 국회의원과 유럽의회의원 추천수를 충족하게 되었으며, 특히 130만 명의 조합원을 둔 영국 최대 규모의 노동조합 유니슨 (Unison)이 노동당을 규합하고 대중의 신뢰를 회복할 수 있는 최적의 후보라며 키어 스타머의 지지를 선언하였다. 이 밖에도 고든 브라운 전 노동당 총리와 사디크 칸 현 런던 시장 등이 스타머를 지지하고 나섰다. 경선 운동 과정에서 키어 스타머는 좌파 성향 후보로 평가됐다. 현 보수당 정부의 재정긴축에 대해서는 완고히 반대하며, 노동당이 반긴축 정당의 포지션을 취해야 한다던 제러미 코빈 전 대표의 견해는 옳았다고 밝혔다. 또한 대학 등록금 폐지와 철도, 우편, 전기, 수도의 공공소유화를 약속한 노동당 정책도 지속해 나갈 것임을 사시하였으며, 국민보건서비스 (NHS)와 지방정부, 사법체제에 대한 민간위탁도 중단할 것을 촉구했다. 2020년 4월 4일 발표된 당대표 선거 결과 키어 스타머는 56.2% 득표율로 레베카 롱베일리 후보와 리사 낸디 후보를 꺾고 노동당 대표로 당선되었다.

### 야당대표 활동
코로나19 유행 사태가 한창인 와중에 야당 대표에 오른 키어 스타머는 당대표직 수락 연설에서 정당 차원의 정쟁을 자제하고 국익을 위해 정부와 협력해 나가겠다고 밝혔다. 그러나 2022년 코로나 확산을 위해 정부 주도의 전국적인 봉쇄 사태 속에서 보수당 인사들이 파티를 벌였다는 이른바 '파티게이트'가 폭로되자 정부 측의 코로나19 대응에 한층 비판적인 자세로 돌아섰다. 2022년 7월 크리스 핀처 스캔들로 보리스 존슨 내각 장관과 참여인사들이 유례없는 수준으로 줄줄이 사퇴하자 키어 스타머 대표는 "장관들로부터 대대적인 반란에 처한 존슨을 더 이상 총리직에 남아있게 둘 수 없다"며 정부에 대한 불신임 결의에 나섰다.

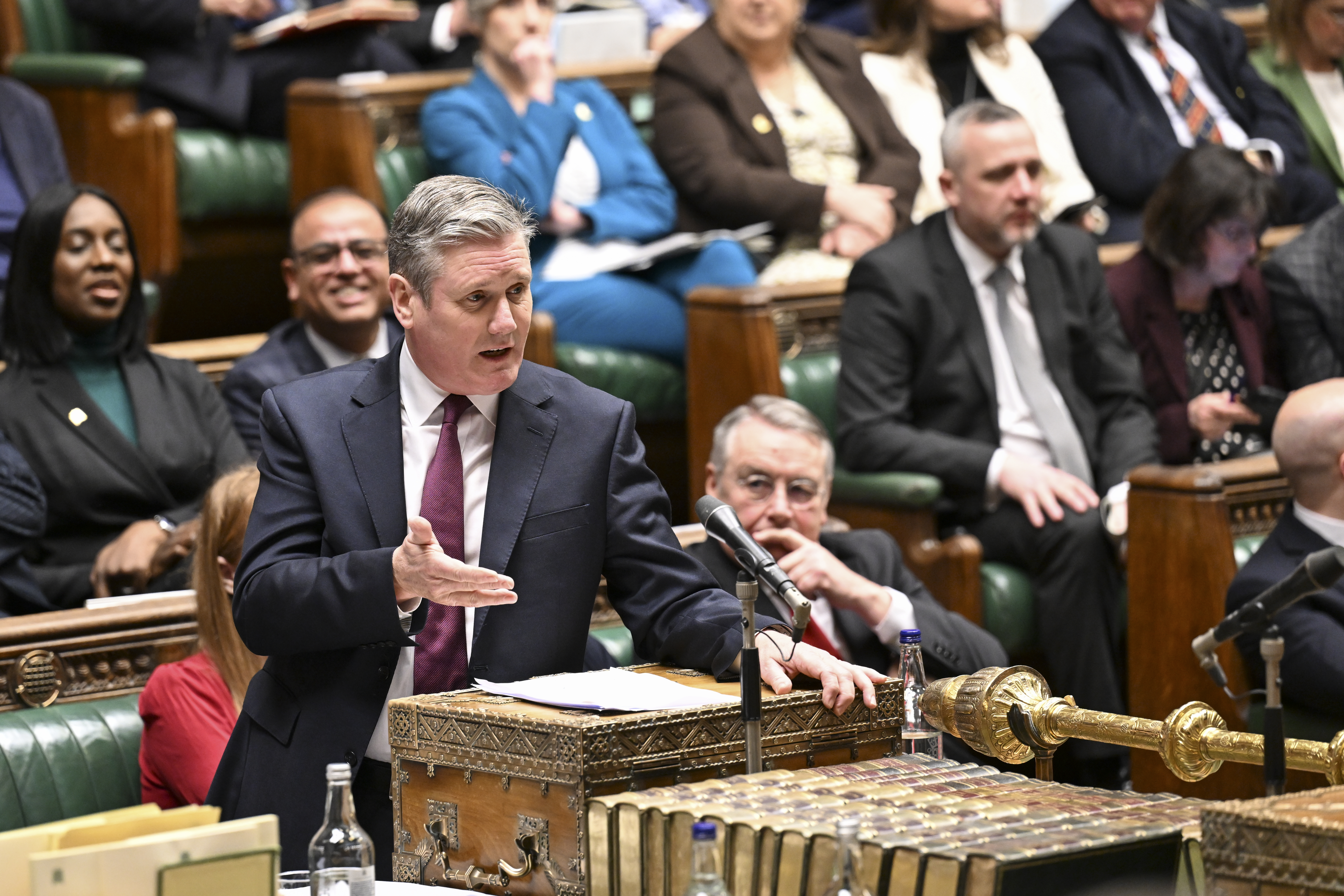
2024년 2월 7일 총리 질의응답 시간에 발언하는 키어 스타머 대표

존슨 총리의 사퇴 이후 후임으로 나선 리즈 트러스 총리와 리시 수낵 총리에 대해서도 비판에 나섰으며 특히 2022년 9월 미니예산 논란과 그로 인한 장관 사퇴, 국민 보건 서비스 (NHS) 근로자 파업 사태, 기타 산업부문 근로자 총파업 사태 등 보수당 정부의 실책과 관련하여 야당 대표로서 공세를 거듭해 나갔다.
한편 노동당 대표로서는 제러미 코빈 지도부 당시 내홍의 원인이 되었던 좌경화 논란에서 벗어나 당 정책의 성향을 재조정하는 데 힘썼으며, 경제안정과 영국해협 이민자 도해 사태 해결, NHS 대기시간 단축, 전력 공영화와 기반시설 확충, 범죄 해결, 교사채용 규모 확대 등의 공약을 내세워 나갔다.
키어 스타머 대표가 임명한 예비내각은 당내 여러 성향을 두루 아우르는 의원들로 구성되었다. 노동당 부대표 겸 예비 부총리로는 안젤라 레이너를, 예비 재무장관과 예비 내무장관에는 레이첼 리브스와 이베트 쿠퍼를 임명하였다. 예비 에너지기후장관에는 에드 밀리밴드 전 당대표를 임명하여 화제가 되었다. 이밖에도 데이비드 래미를 예비 외무장관에, 웨스 스트리팅을 예비 보건장관에 임명하였다.

### 정당 지지율 회복과 지방선거 연승
당대표 취임 후 첫 선거였던 2021년 영국 지방선거에서 노동당이 유의미한 성적을 거두지 못하자, 스타머는  대표직 사퇴를 고려하기도 하였으나 마음을 바꿨다. 훗날 인터뷰에서 스타머 대표는 "내가 당에 우선한다는 느낌도 없었고, 변화를 이끌어내지 못하면 교체되어야 한다는 생각에 사퇴를 고려했다. 하지만 결국 반성했다. 많은 사람들과 이야기를 나누고 전력을 다해 본 결과 이런 결론을 내렸다. '아니다, 이것이야말로 우리 노동당에게 필요한 변화다'."라고 밝혔다.
지방선거와 더불어 2021년에 실시된 국회의원 보궐선거의 경우 2021년 하틀풀 재보궐선거에서는 패했으나 2021년 배틀리 스펜 재보궐선거와 2022년 버밍엄어딩턴 재보궐선거, 2022년 시티오브체스터 재보궐선거에서는 의석을 사수하였고, 2022년 웨이크필드 재보궐선거에서는 보수당으로부터 의석을 가져오면서 승기를 잡았다. 2023년 영국 지방선거에서 노동당은 지방의원 500명 당선, 지방의회 다수당 22곳이란 성적을 거두며 2002년 이래 처음으로 지방정부 제1당으로 등극하였다. 이듬해 2024년 영국 지방선거에서는 웨스트미들랜즈 지방대표선거에서 승리하는 등 연승을 거두게 되었다.

## 총리 활동

### 2024년 총선 압승
2024년 6월 리시 수낵 총리의 조기 총선 승부수에 노동당의 총선 운동을 주도하게 되었다. 키어 스타머 대표는 노동당 공약집 《Change》를 발간하면서 경제성장과 계획체제 개혁, 청정에너지를 비롯한 인프라 확충, 보건과 교육 및 보육, 노동권 강화에 초점을 맞춘 공략을 내세웠다. 보다 구체적인 공약으로는 공공부문 전력회사 (그레이트 브리튼 에너지)를 신설하고, '녹색번영계획'을 실현하며, NHS의 대기시간을 단축하고, 영국 철도운영기업을 국유화 (그레이트 브리티시 레일웨이)하는 방안이 담겼다. 또한 부의 창출과 친기업, 친노동 정책도 함께 거론되었다. 마지막으로 16세 이상으로 유권자 연령을 낮추고, 영국 상원을 개혁하며, 사립학교에 세금을 부과하여 공교육 개선에 활용한다는 공약도 담겼다.
2024년 7월 실시된 영국 총선에서 키어 스타머의 노동당이 400석을 넘게 차지하며 압승을 거두었다. 이로서 보수당의 14년 정권을 끝내고 원내 제1당으로서 집권여당으로 나설 수 있는 발판을 마련했다. 총선 승리를 선언하는 자리에서 키어 스타머 대표는 지난 5년 동안 보수당 정권 시기를 거치며 노동당을 개혁하고 이미지를 개선하며 선거운동에 힘써준 당 인사들에게 감사인사를 표했다. 오늘의 대승을 즐기자면서도 앞으로의 어려운 과제에 직면해 있다고 지적하며, 스타머 정부는 국가의 쇄신을 위해 노력할 것이라 약속했다.
우리가 해냈습니다. 진심으로 감사합니다. 여러분이 이 나라를 바꿨습니다. 당을 변화시키기 위한 4년 반의 노력... 그것의 결실이 바로 지금이 되었습니다. 노동당은 변화했습니다. 노동자를 위해 영국을 되살릴 준비가 되어 있습니다.

### 총리 취임

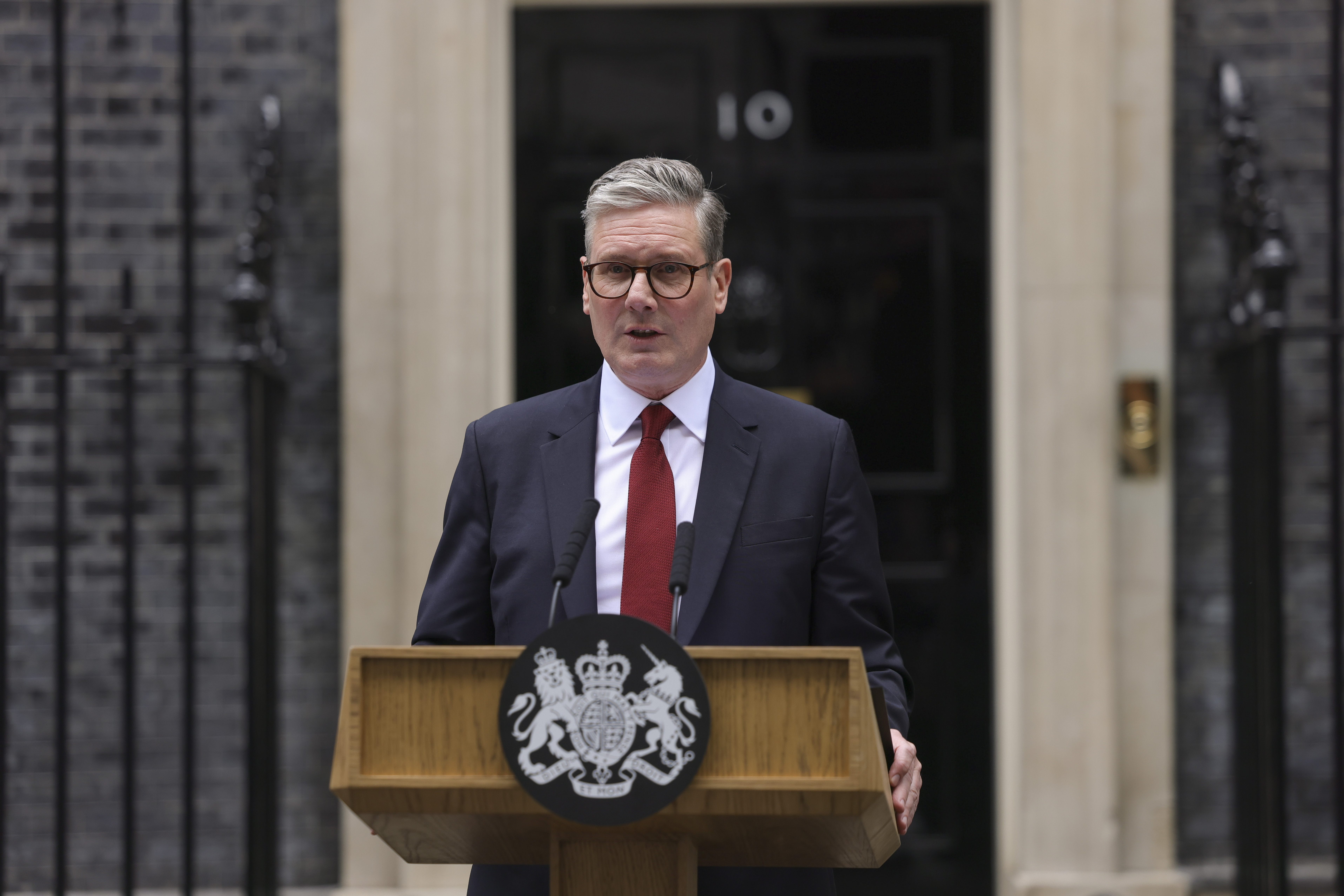
2024년 7월 5일 영국 총리 취임 연설에 나선 스타머 총리

2024년 7월 5일 버킹엄궁에서 국왕 찰스 3세를 접견한 키어 스타머는 그 자리에서 원내 제1당 대표로서 영국 총리에 정식 임명되었다. 이로서 키어 스타머는 2010년 고든 브라운 총리 이후 첫 노동당 총리이자 1997년 토니 블레어 총리 이후 처음으로 선거를 통해 총리직에 오른 노동당 총리가 되었다.
국왕을 접견한 직후 다우닝가 10번지의 총리관저로 향한 키어 스타머는 지지자들의 환영을 받으며 총리로서 첫번째 연설에 나섰다. 키어 스타머는 전임총리 리시 수낵에게 경의를 표하며 "우리나라 최초의 아시아계 영국인 총리로서 그의 업적은 누구에게도 과소평가되어선 안 될 것"이라 밝혔다. 리시 수낵의 총리 재직 시절에 보여준 헌신과 노력은 인정하나, 영국 국민들은 이제 변화를 택하게 되었다고 밝혔다.
이날 조 바이든 미국 대통령과 저스틴 트뤼도 캐나다 총리, 토니 블레어와 고든 브라운 전 영국 총리를 비롯한 주류 인사들이 키어 스타머의 총리 취임을 축하하는 서한을 보냈다.

## 개인사

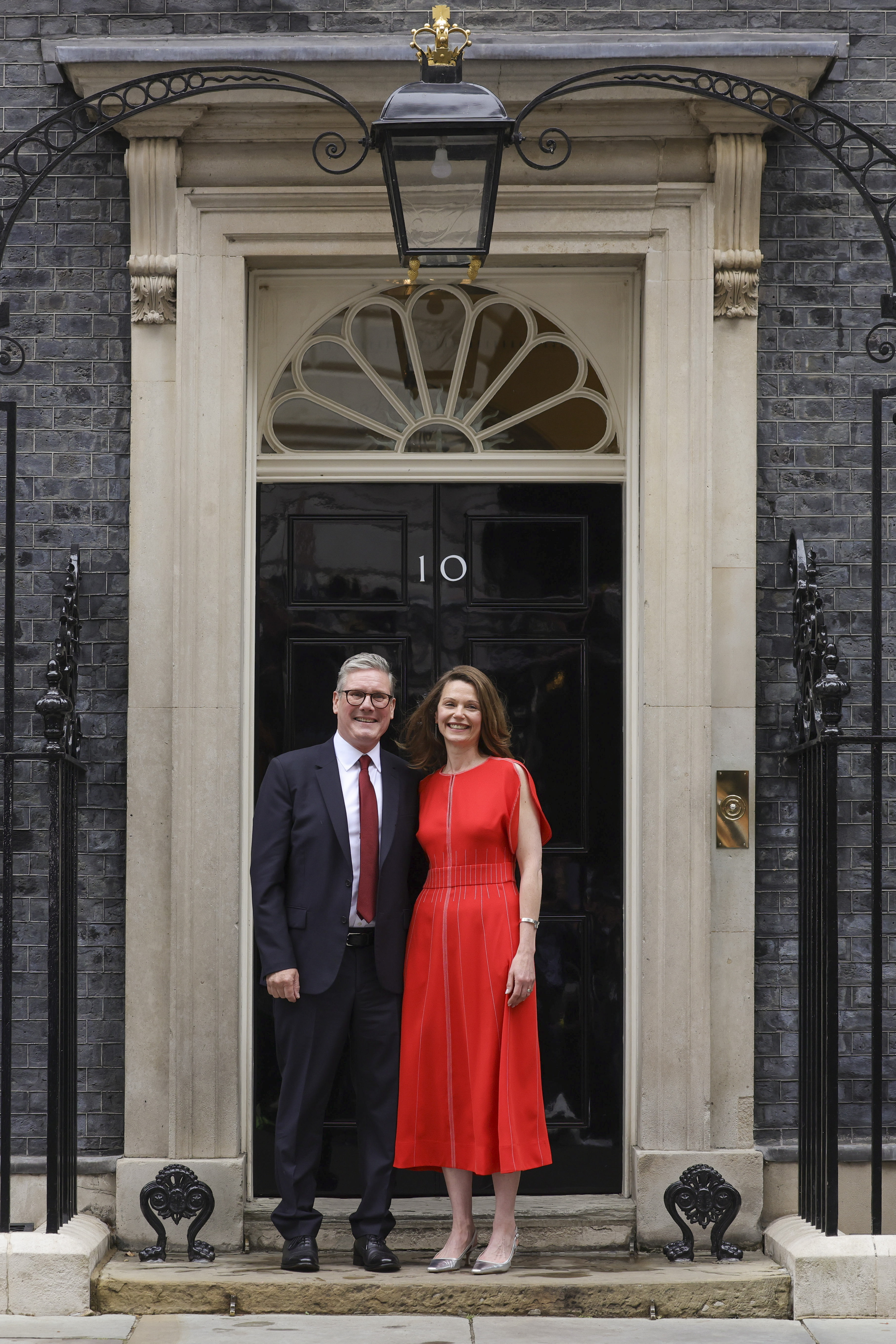
2024년 7월 5일 다우닝가 10번지에 처음 도착한 키어 스타머 총리와 영부인 빅토리아 스타머

아내 빅토리아 알렉산더와 결혼하여 딸 하나, 아들 하나를 두고 있다. 빅토리아 알렉산더는 전직변호사이자 산업보건 전문가로서 2000년대 초 법무법인 도티 스트리트 챔버스의 선임변호사로 재직하던 시절에 처음 만났다. 두 사람은 2004년 약혼하였으며 2007년 5월 6일 잉글랜드 에식스주의 펜트 이스테이트에서 결혼식을 올렸다. 2008년 아들을, 2009년 딸을 낳았다. 현재 두 사람은 런던 북부 켄티시타운에 거주하고 있다.
키어 스타머와 빅토리아 알렉산더 모두 채식주의자로, 키어 스타머는 육류와 가금류만 먹지 않는 페스카타리언 (pescatarian)이다. 자녀들도 10살 때까지는 채식주의자로 키웠으나 그 이후에는 원한다면 육식을 먹을 수 있게 한다고 밝혔다. 2024년 총선 당시 인터뷰에서 키어 스타머는 총리가 되면 가장 두려운 것이 뭐냐는 질문에 까다로운 나이대에 들어선 자녀들에게 미칠 영향이라고 답했다. 동시에 자녀들의 나이가 더 어렸거나 많았다면 쉽지 않았을까라고 밝혔다. 한편 총리에 당선되면 금요일 오후 6시 이후에는 일을 하지 않고 안식일 저녁식사를 지키며 가족들과 함께 시간을 보낼 것이라고 밝혔다.
아내는 유대교 신자이지만 키어 스타머 본인은 무신론자이다. 그래서 국왕의 충성 맹세를 할 때에도 '하느님께서 도우소서'라는 문구 대신에 엄숙한 선서 정도로 끝낼 것이라고 밝혔다. 다만 신의 존재는 믿지 않더라도 사람들을 하나로 모으는 신앙의 힘은 믿는다고 밝혔다. 가족들과 함께 유대교 회당에 참석하기도 하며, 자녀들이 처가 쪽의 유대교 신앙을 이해할 수 있게끔 키우고 있다고 인터뷰를 통해 밝혔다.
축구를 취미로 삼고 있으며 과거 런던 북부의 아마추어 구단인 호머튼 아카데미컬 (Homerton Academical)에서 뛰기도 했다. 프리미어리그 구단 가운데서는 아스널 FC의 팬이다.

## 역대 선거 결과
| 선거명      | 직책명                                | 대수 | 정당   | 득표율 | 득표수   | 결과 | 당락                              |
| ----------- | ------------------------------------- | ---- | ------ | ------ | -------- | ---- | --------------------------------- |
| 2015년 선거 | 하원의원 (홀번 세인트판크라스 선거구) | 56대 | 노동당 | 52.92% | 29,062표 | 1위  | 홀번 세인트판크라스 하원의원 당선 |
| 2017년 선거 | 하원의원 (홀번 세인트판크라스 선거구) | 57대 | 노동당 | 70.08% | 41,343표 | 1위  | 홀번 세인트판크라스 하원의원 당선 |
| 2019년 선거 | 하원의원 (홀번 세인트판크라스 선거구) | 58대 | 노동당 | 64.53% | 36,641표 | 1위  | 홀번 세인트판크라스 하원의원 당선 |
| 2024년 선거 | 하원의원 (홀번 세인트판크라스 선거구) | 59대 | 노동당 | 48.92% | 18,884표 | 1위  | 홀번 세인트판크라스 하원의원 당선 |